# Paino Hehea
Paino Keleholio Hehea (Vani, 2 gennaio 1979) è un rugbista a 15 tongano, seconda linea.

## Biografia
Dopo aver militato per diversi anni in Inghilterra e Francia, rispettivamente nelle squadre dei Darlington Mowden Park, del Racing Métro 92 e dei Lyon OU Rugby, nel 2011 approda in Italia nel Rugby Calvisano, squadra con la quale ha subito vinto il titolo di Campione d'Italia e il Trofeo Eccellenza.
Durante la sua lunga carriera ha collezionato 18 caps nella nazionale tongana e disputando con essa il campionato del mondo 2011. Inoltre ha disputato due incontri con i Pacific Islanders nel 2008.

## Palmarès
- Campionati italiani: 2
Calvisano: 2011-12, 2013-14
- Trofei Eccellenza : 1
Calvisano: 2011-12